# Psycroptic
Psycroptic est un groupe de death metal technique australien, originaire de Hobart. Il est formé en 1999 par Dave et Joe Haley. En février 2012, le groupe compte un total de cinq albums. Pendant leur existence, ils jouent auprès de groupes tels que Incantation, Decapitated, Origin et Misery Index. Psycroptic a également tourné en Europe avec Nile et Deicide.

## Biographie

### Débuts (1998–2002)
Avant de former Psycroptic, les frères Haley jouaient dans un groupe appelé Disseminate, ayant enregistré une démo en 1998 avant de se séparer. Peu après, ils fondent Psycroptic avec le bassiste Cameron Grant et le chanteur Matthew Chalk, qui était aussi batteur pour M.S.I., un groupe local de grindcore.
La première production du groupe s'intitule The Isle of Disenchantment, sortie en 2000, qui bien que conçue pour n'être qu'une démo, impressionne les membres du groupe au point qu'elle est sortie en tant qu'album à part entière. N'ayant pas de label à l'époque, cet album est auto-produit par les membres du groupe. Peu après la sortie de ce premier album, le groupe est à plusieurs reprises invité à jouer à Melbourne et fin 2001, ils partagent l'affiche du festival Metal for the Brain à Canberra.

### The Scepter of the Ancients(2003–2005)
En 2003, Psycroptic sort son deuxième album, The Scepter of the Ancients, sous le label américain Unique Leader Records. La même année, le groupe entame sa première tournée à travers toute l'Australie, assumant la première partie des concerts du groupe américain Incantation. Toujours en 2003, les frères Haley rejoignent The Amenta, un groupe de black metal industriel basé à Sydney et enregistrent avec ce groupe l'album Ocassus. Dave Haley travaille également sur Atom in Time, un EP du groupe Ruins, originaire de la ville de Hobart tout comme Psycroptic.
2004 est l'année de la révélation pour Psycroptic. Ils réalisent une nouvelle tournée australienne, cette fois avec le groupe Deeds of Flesh, puis se rendent en Europe pour suivre dans une grande tournée les groupes suédois Dismember et Anata. Cependant le chanteur, Matthew Chalk, ne souhaitait pas s'investir dans un tel voyage. C'est un ami à lui, Jason Peppiatt, chanteur dans un autre groupe de Hobart, Born Headless, qui est recruté pour chanter à la place de Chalk durant la tournée européenne. De retour en Australie, Psycroptic participe à nouveau au festival Metal for the Brain. À la suite de ça, Matthew Chalk est renvoyé du groupe et en 2005 Jason Peppiatt prend officiellement sa place.

### Symbols of Failure(2006–2007)
Psycroptic donne quelques concerts en Australie avec Hate Eternal, avant de commencer l'écriture de leur troisième album, Symbols of Failure, qui allait sortir en 2006 sous le label Neurotic Records. Cette sortie est suivie d'une autre tournée européenne avec des groupes tels que Nile, avant de revenir en Australie pour assurer la première partie d'une tournée du groupe américain Cannibal Corpse. Début 2007,
Psycroptic commence à travailler sur un nouvel album avant de repartir pour l'Europe afin d'assurer la première partie des concerts de Deicide. Durant cette tournée, le guitariste Joe Haley connu des problèmes de santé qui contraignent le groupe à annuler leurs quatre dernières prestations. Le 10 juin 2007, Psycroptic devient l'affiche du Come Together Music Festival à Sydney.

### Ob(Servant)(2008–2011)
En mai 2008, Psycroptic joue ses premiers concerts néo-zélandais Ruins. Le mois suivant, Psycroptic est annoncé au label Nuclear Blast Records. En octobre 2008, Psycroptic sort son quatrième album, Ob(Servant), sous le label Nuclear Blast. Le DVD live Initiation  est filmé à Melbourne, et publié en 2010.

### The Inherited Repression(depuis 2012)

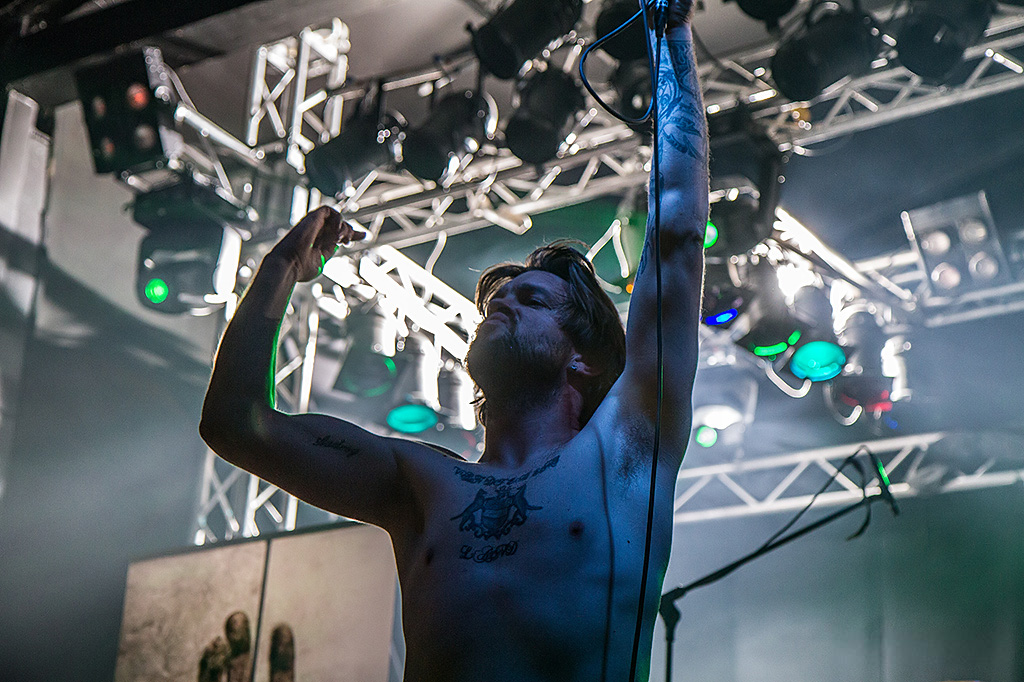
Psycroptic sur scène en 2012.

Le groupe sort ensuite un cinquième album studio, The Inherited Repression, en février 2012. En novembre de la même année, le guitariste du groupe Joe Haley a sorti un livre contenant les tablatures de guitare pour l'album The Inherited Repression, puis un second contenant celles de l'album Ob(Servant) en octobre 2013. En novembre 2014, Psycroptic annonce via Facebook sa signature au label Prosthetic Records, ainsi qu'un album prévu pour printemps 2015.

## Membres

### Membres actuels
- Jason Peppiatt - chant (depuis 2005)
- Joe Haley - guitare (depuis 1999)
- Todd Stern- guitare basse (depuis 2018)
- Dave Haley - batterie (depuis 1999)

### Anciens membres
- Matthew « Chalky » Chalk - chant (1999–2005)
- Cameron Grant - guitare basse (1999-2018)

### Membres
- Zdeněk « GTboy » Šimeček - chant (tournée nord-américaine 2010[8]) (Godless Truth)
- Samuel Guy - basse
- Todd Stern - basse (tournée européenne 2016, tournée nord-américaine 2016)

## Discographie

### Albums studio
- 2000 : The Isle of Disenchantment
- 2003 : The Scepter of the Ancients
- 2006 : Symbols of Failure
- 2008 : Ob(Servant)
- 2012 : The Inherited Repression
- 2015 : Psycroptic
- 2018 : As the Kingdom Drowns
- 2022 : Divine Council

### Album live
- 2010 : Initiation (DVD)

### Ouvrages
- (en) Joe Haley, The Inherited Repression: Guitar Tablature Book, novembre 2012
- (en) Joe Haley, Ob(Servant): Guitar Tablature Book, octobre 2013
- (en) Joe Haley, Psycroptic: Guitar Tablature Book, mai 2015